# 아메나시 면사무소 산업과 겸 관광담당
《아메나시 면사무소 산업과 겸 관광담당》(일본어: 雨無村役場産業課兼観光係)는 이와모토 나오의 만화 작품이다.
린카(쇼가쿠칸) 첫호(2007년 6월 발매)부터 제9호(2010년 1월 발매)까지 총 9화가 연재되었다. 당초에는 총 3화 예정이었다.

## 줄거리
도쿄에서 대학을 졸업한 주인공 하루노 긴이치로는 자신의 고향인 아메나시면(雨無村)의 면사무소에 취직하게 된다.
고향을 사랑하는 마음 하나로 아무것도 없는 시골인 아메나시면을 관광지로 만들어 부흥시키기 위해 고군분투 하는 긴이치로, 그리고 마을 젊은이들의 이야기가 벌어진다.

## 등장인물
- 하루노 긴이치로(春野 銀一郎)

22세. 도쿄에서 대학을 졸업한 후 고향을 위해 일하고 싶어 애인과 헤어진 뒤 야마오카현 아메나시 면사무소에 취직하게 된다.
산업과에 배속되어 상공관광담당도 함께 맡게 되어 아메나시면을 관광지로서 부흥시키기 위해 노력한다. 메구미를 좋아하게 된다.
- 하루노 스미오(春野 澄緒)

갓 고등학교를 나온 18세로 편의점에서 일하고 있다. 잘생긴 외모로 마을의 아이돌적 존재이나 여자를 대하는 것이 서툴다.
긴이치로를 좋아하게 되나 긴이치로가 메구미를 좋아한다는 사실을 알게 되어 도쿄에 함께 갔을 때 고백한 뒤 자취를 감추게 된다.
- 타니 메구미(谷 恵)

21세. 긴이치로의 소꿉친구로 마을 급식센터에서 일하고 있다. 입은 험하지만 남을 잘 돌봐주는 성격으로 스미오를 좋아한다.

## 작품 배경에 관해
작가의 또다른 작품인 《Yesterday, Yes a day》 역시 이 작품과 마찬가지로 아메나시면을 무대로 하고 있다. 작품을 그리기 위해 작가는 오카야마현 나다사키 정(현 오카야마시 미나미구) 사무소에 취재차 방문했다. 작품에 등장하는 커다란 벚나무는 오카야마시 미나미구 오쿠하자카와(奥迫川)의 〈오오야마자쿠라(大山桜)〉(오카야마현 천연기념물 지정)를 모티브로 하고 있다.

## 단행본
| 권수 | 일본 발매일      | 한국 발매일      | ISBN 코드              | ISBN 코드              |
| ---- | ---------------- | ---------------- | ---------------------- | ---------------------- |
| 1권  | 2008년 8월 10일  | 2010년 12월 15일 | ISBN 978-4-09-131680-6 | ISBN 978-89-252-7005-0 |
| 2권  | 2009년 10월 10일 | 2011년 1월 15일  | ISBN 978-4-09-132627-0 | ISBN 978-89-252-7156-9 |
| 3권  | 2010년 4월 9일   | 2011년 3월 15일  | ISBN 978-4-09-133179-3 | ISBN 978-89-252-7415-7 |